# Kottelbach
Der Kottelbach  ist ein insgesamt 4,8 Kilometer langer rechter Zufluss der Moosalbe im rheinland-pfälzischen Landkreis Kaiserslautern und nach dem Aschbach, dem Queidersbach sowie der Hirschalbe ihr viertlängster Zufluss. 

## Verlauf
Der Kottelbach entspringt im Osten der Gemarkung der Gemeinde Trippstadt am Südhang des Schwanenberg und durchfließt in südwestlicher Richtung zunächst das Glastal. Nachdem er kurz hintereinander von rechts zwei Zuflüsse aufgenommen hat, ändert sich seine Fließrichtung nach Westen; anschließend durchfließt er zwei Seen und fließt danach am Südrand der Annexe Neuhof und passiert in diesem Bereich den Campingplatz Dengel. 
Auf Höhe der namensgebenden Annexe Sägmühle ist er zum Sägmühlweiher aufgestaut, wo sich entlang dessen Nord- und Westufers das Camping-Freizeitzentrum Sägmühle befindet. Danach führt er südlich der Annexe Hasenberg und ist im Mündungsbereich zusammen mit der Moosalbe zum Moosalbweiher aufgestaut.

## Verkehr
Entlang seines Mittel- und Unterlaufs verläuft die Kreisstraße 51 unweit seines rechten Ufers.

## Tourismus
Im Bereich des Sägmühlweihers wird der Fluss von einem Wanderweg, der mit einem grün-gelben Kreuz markiert ist, gekreuzt. In seinem Mündungsbereich verläuft der Prädikatswanderweg Pfälzer Waldpfad unweit des Westufers des Moosalbweihers.